# بيتر ديفيز (سياسي)
بيتر ديفيز (بالإنجليزية: Peter Davies)‏ هو سياسي بريطاني، ولد في 1948 في المملكة المتحدة.